# L'Alqueria dels Frares
L'Alqueria dels Frares va constituir un assentament humà de l'època islàmica, era una alquerieta musulmana pertanyent al senyoriu de Rebollet. Segons l'antic prior del Monestir de Sant Jeroni de Cotalba, l'any 1411, el cavaller Arnau Roger feia donació d'una de les alqueries situades en el terme de Rebollet, al monestir de Cotalba i a un germà seu qui, finalment, va vendre la seua part als jerònims cotalbins, que li donaven el topònim.
El llogaret de l'Alqueria dels Frares, abans d'en Ciscar, va ser finalment venut, el 1513, al senyor d'Oliva Serafí de Centelles, raó per la qual va acabar integrant-se en ple domini al comtat d'Oliva. S'emplaçava en l'encreuament del camí de Rafelcofer a la marjal de Piles i l'antic camí reial de Gandia a Oliva. La Rectoria de Rafelcofer va ser creada el 1535 en el marc d'aquell darrer intent per a controlar i cristianitzar els mudèjars, de la part nord del terme de Rebollet; les Alqueries i l'Alcudiola, aleshores ja batejats a la força.
Va quedar despoblada amb l'expulsió dels moriscs quan comptava amb uns 36 focs o cases, és a dir, uns pocs més que l'Alqueria de la Comtessa, que sí que va ser repoblada i que va comptar amb una carta pobla de 1611. L'Alqueria de la Comtessa provenia d'una fundació posterior a l'Alqueria dels Frares, que també era nomenada l'Alqueria Nova i va ser creada cap a 1480.